# Bisazza
Bisazza SpA est un groupe italien du secteur des revêtements en carrelage.

## Histoire
Renato Bisazza (1925-2012), père de l'actuel PDG Piero Bisazza, a fondé Bisazza sous le nom Vetricolor, nom de son premier produit, ayant commencé la production en 1956 à Montecchio Maggiore,,.

## Designers et collaborateurs
Ils ont collaboré ou collaborent actuellement avec la société de créateurs, notamment :Toord Bontje, Tom Dixon, les fratelli Campana, Sandro Chia, Aldo Cibic, Barnaba Fornasetti, Stefano Giovannoni, Tricia Guild, Isao Hosoe, India Mahdavi, Jürgen Hermann Mayer, Alessandro Mendini, Greg Natale, Paola Navone, Fabio Novembre, Emilio Pucci, Andrée Putman, David Rockwell, Patricia Urquiola e Marcel Wanders.

## Projets

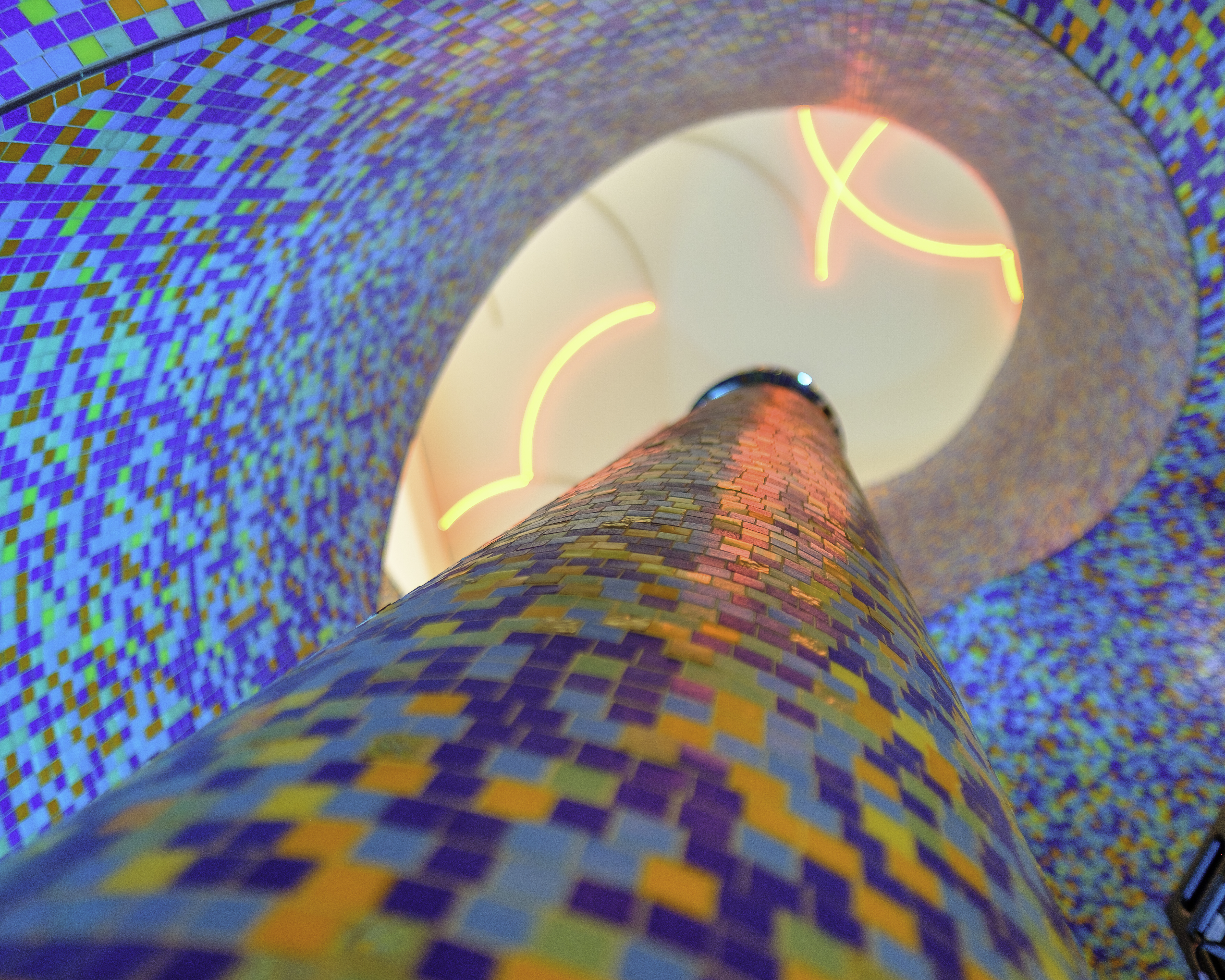
Groninger Museum

- Intérieurs du New Museum of Contemporary Art - New York. Ryūe Nishizawa et Kazuyo Sejima
- Intérieurs de la Gare de Saint-Moritz - Saint-Moritz
- Intérieurs du Groninger Museum - 1994, Groningue. Alessandro Mendini
- Extérieurs du Palazzo Galmanini Portaluppi - 1956, Viale Beatrice d’Este 23, Milan
- Fauteuil Monumental Proust - 2005, Montecchio Maggiore. Alessandro Mendini
- Intérieurs de la Station Toledo à Naples - 2012, Naples. Óscar Tusquets
- Intérieurs de La Seine Musicale - Boulogne-Billancourt